# Selhariz
Selhariz é uma povoação portuguesa do Município de Chaves com 83 habitantes (censo de 2021). Foi sede da extinta Freguesia de Selhariz, freguesia que tinha 5,69 km² de área e 244 habitantes (2011), e, por isso, uma densidade populacional de 42,9 hab/km².
A freguesia era composta pelas povoações de Fornos, Selhariz e Valverde e o seu orago é Nossa Senhora da Expectação.
A Freguesia de Selhariz foi extinta em 2013, no âmbito de uma reforma administrativa nacional, tendo o seu território sido anexado à Freguesia de Vidago (União das freguesias de Vidago, Arcossó, Selhariz e Vilarinho das Paranheiras).

## Toponímia
O nome «Selhariz» provém do termo Villa siliarici, do baixo latim, que por seu turno significa «quinta de Siliarico», fazendo referência a um possível povoador ou senhor destas terras.

## População
| Número de habitantes | Número de habitantes | Número de habitantes | Número de habitantes | Número de habitantes | Número de habitantes | Número de habitantes | Número de habitantes | Número de habitantes | Número de habitantes | Número de habitantes | Número de habitantes | Número de habitantes | Número de habitantes | Número de habitantes |
| -------------------- | -------------------- | -------------------- | -------------------- | -------------------- | -------------------- | -------------------- | -------------------- | -------------------- | -------------------- | -------------------- | -------------------- | -------------------- | -------------------- | -------------------- |
| 1864                 | 1878                 | 1890                 | 1900                 | 1911                 | 1920                 | 1930                 | 1940                 | 1950                 | 1960                 | 1970                 | 1981                 | 1991                 | 2001                 | 2011                 |
| 368                  | 448                  | 497                  | 415                  | 430                  | 388                  | 452                  | 545                  | 593                  | 585                  | 450                  | 407                  | 315                  | 311                  | 244                  |

(Obs.: Número de habitantes "residentes", ou seja, que tinham a residência oficial nesta freguesia à data em que os censos  se realizaram.)